# Московская шапка

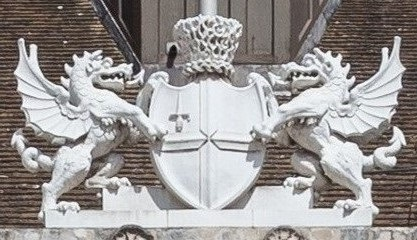
Герб Сити Лондона на фасаде Гилдхолла

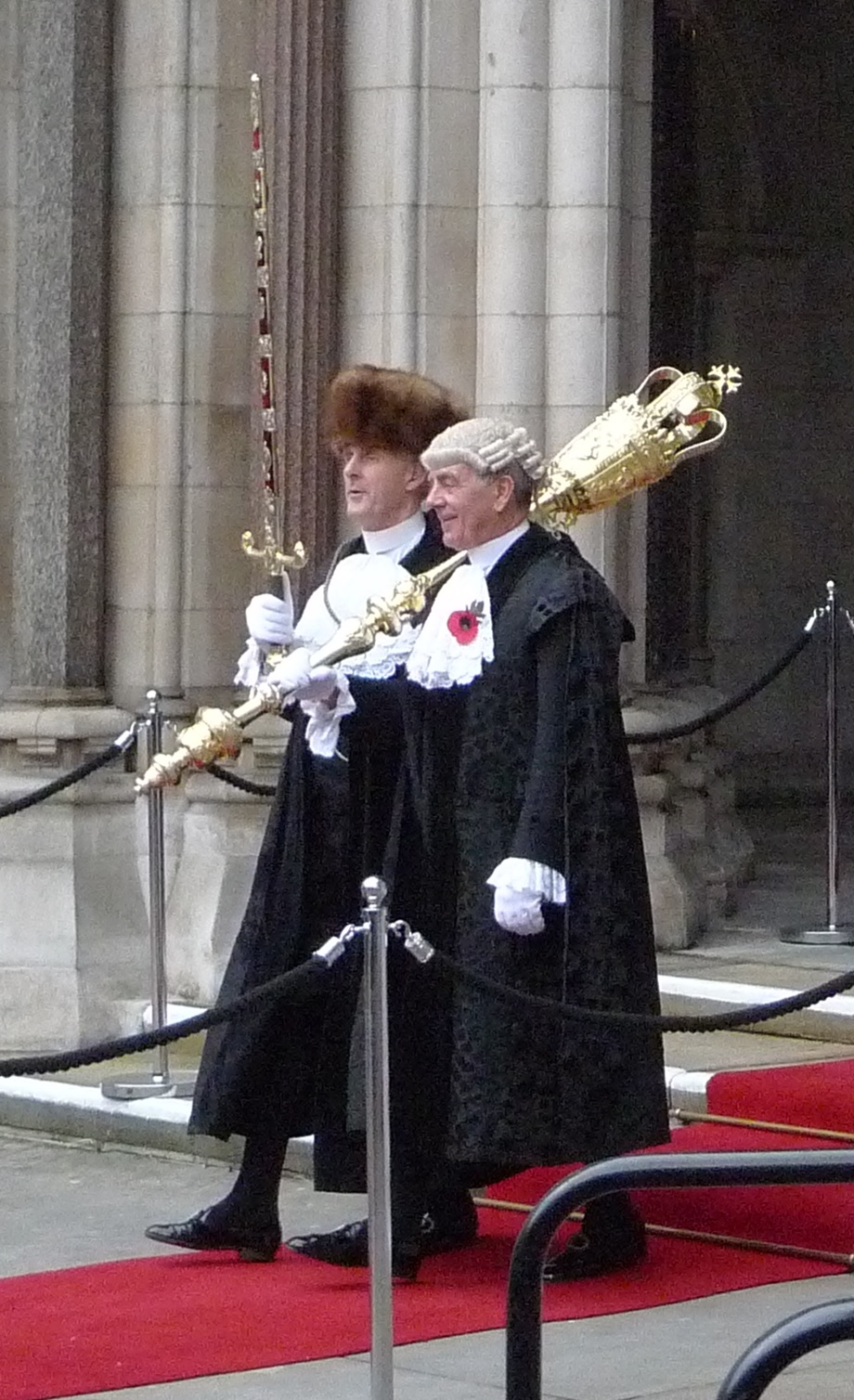
Лорд-мэр Лондона и меченосец в Московской шапке в 2011 году

Московская шапка (англ. Muscovy hat) — традиционный головной убор лондонского меченосца (Sword Bearer), сопровождающего лорда-мэра Лондона при торжественных церемониях. До XIX века также изображалась на гербе лондонского Сити. Название шапки напоминает о торговле с Россией («Московией»), из которой в XVI—XVIII веках в Англию ввозилась бо́льшая  часть меха.
Московская шапка сделана из соболиного меха и слегка расширяется к верху. В наше время её высота составляет около 20 см, исторически она была более высокой. Когда лорд-мэр Лондона покидает пост, меченосец снимает шапку и подаёт ему из потайного внутреннего кармана шапки ключ от сейфа, в котором хранится городская печать. Этот ключ затем торжественно передают новому лорду-мэру. Тот возвращает его меченосцу, прося хранить в безопасности. Меченосец отвечает «I shall keep it under my hat!» («Я буду хранить его под шапкой!»)  — и вновь прячет ключ в шапку. Эта фраза стала в английском языке нарицательной и означает в переносном смысле «хранить секрет» или «держать что-то при себе».